# Škoda 536
Škoda 536 − prototyp trzyosiowego autobusu stworzony przez firmę Škoda w 1939 roku. Umieszczony podłużnie za ostatnią osią czterosuwowy sześciocylindrowy rzędowy silnik OHV chłodzony cieczą o pojemności 11 782 cm³, generujący moc 103 kW (140 KM) napędzał koła obu tylnych osi. Pojazd rozpędzał się maksymalnie do 78 km/h. Średnie spalanie wynosiło 32 litrów benzyny na 100 km. 
Autobus miał 50 miejsc siedzących. Samonośna konstrukcja karoserii wykonana była z drewnianego szkieletu obłożonego blaszanymi panelami. Prace nad modelem 536 trwały do 1940 roku. Stworzono dwa egzemplarze tego prototypu. 